# Mercedes Sampedro Calvo
Mercedes Sampedro Calvo (València - 25 de juny de 1986) fou una activista política, feminista i socialista.

## Biografia
Mercedes Sampedro va ser membre de la Federación Universitaria Escolar (FUE). Casada amb un altre membre de la mateixa Federació, Eugenio Puig, va ser amiga d'Alejandra Soler Gilabert i de Vicente Ramis. Va estudiar a l'Institut Lluís Vives de València, amb Eugenio Puig i Vicente Ramis, on acaba el batxiller. Va participar en totes les activitats de la FUE, en la instauració de la República. Fou membre de dues organitzacions: la Joventut Socialista Unificada (JSU) i després de la Unió de Xiques (Unión de Muchachas).
Fou una lluitadora. Segons conta ella mateixa en una entrevista que li van fer, en el camp social de la FUE atenia també els evacuats de la zona ocupada. En el seu centre del carrer Concordia rebien assistència estudiants i refugiats de tota mena, mentre que les joves de la Unió de Xiques —formada en part per elements fuesistes—, de la qual també era ella membre, teixien robes d'abrigar i recollien diners per a les colònies i per al front.
La Unió de Xiques «portà a les fàbriques de guerra, tallers i barriades les classes que als diversos nivells d'ensenyament pogueren capacitar i fomentar l'estima als llibres». Ella mateixa relatà com, segons la consigna de la República d'estudiar «més i millor», es formaren en els instituts de segon ensenyament Lluís Vives, Blasco Ibàñez, Institut Escola i Institut Obrer de València, les brigades de xoc per a l'estudi: «fruit d'això (de la consigna més i millor que conscienciava els batxillers del seu paper) fou la brigada de xoc Juan Marco del Lluís Vives [de la que formava part Mercedes], que en 5è curs assolí més del 90 per cent de les matrícules d'honor que s'atorgaren».
D'altra banda, també en l'ensenyament, el 1937, des del decret de 2 de setembre es va tractar de recuperar la normalitat acadèmica i, per manca de l'acte tradicional de la universitat que es retardava, l'associació d'estudiants del batxiller de l'Institut Lluís Vives va organitzar una solemne obertura de curs, presidida pel seu amic l'estudiant Vicente Ramis. Hi parlaren Mercedes Sampedro mateixa, com a secretària de Cultura, Antonio Bernáldez, comissari-director del centre, i M. Albiñana, comissari general. Sota el lema «En els centres d'ensenyament la tasca revolucionària és estudiar», aquests batxillers que havien organitzat les brigades de xoc per a l'estudi i complien fidelment les consignes de la FUE, feien honor al que el Front Universitari en va escriure: «potentíssimes organitzacions de batxillers que estan demostrant diàriament que mereixen ocupar el lloc d'honor que avui ocupen en la FUE de València».
Finalment, l'obertura oficial del curs va tenir lloc el dia 1 de novembre i estigué precedida per un gran acte d'adhesió al Paranimf de la Universitat, el dia 30 d'octubre. Hi intervingueren representants de totes les organitzacions juvenils i culturals que hi havia a València, de les quals Mercedes formava part.
Vicente Muñoz Suay va escriure sobre Mercedes Sampedro: «…recorde a Mercedes durant la guerra, en el Paranimf, parlant-nos com un tribú (supose que no es pot dir ‘tribuna’) de la Revolució Francesa. Seria durant el Congrés del 37?» Posteriorment, sobre una conferència de Vicente Marco Orts recorda a Mercedes per segona vegada en el Paranimf i diu: «Va mencionar la República, el soterrament de Marco Miranda, va citar D. Juan… Va presidir M. Sampedro (el Paranimf, de nou). En eixir anàrem a sopar, amb V. M. uns quants amigots: Talón, Juanjo, Félix, Ribelles, Bonet, Llaneza... fins a 28-30. Crits de FUE, FUE, FUE. Estan bojos».
Malgrat la seua joventut en aquesta etapa, fou una estudiant amb inquietuds polítiques, preocupada pels assumptes socials. Va ser una lluitadora incansable.